# Emil Mentel
Emil Mentel (ur. 26 października 1916 w Czańcu, zm. 27 lutego 2019 w Sacramento) – generał brygady Wojska Polskiego, uczestnik drugiej wojny światowej, kawaler Orderu Virtuti Militari.

## Życiorys
Urodził się w rodzinie Emanuela, leśniczego. Po śmierci ojca zamieszkał w Żywcu u jego siostry, pracownicy miejscowego browaru. Ukończył szkołę powszechną w Czańcu, a następnie gimnazjum w Bielsku. Od 21 września 1936 roku do 15 lipca 1937 roku był słuchaczem Szkoły Podchorążych Rezerwy Kawalerii w Grudziądzu, a następnie jako tytularny kapral podchorąży odbył dwumiesięczną praktykę w 8 pułku Ułanów Księcia Józefa Poniatowskiego. Po zakończeniu służby wojskowej podjął studia na wydziale leśnym SGGW, które przerwał. W 1938 roku został przyjęty do Szkoły Podchorążych Kawalerii w Grudziądzu. W następnym roku został mianowany podporucznikiem w korpusie oficerów kawalerii.
W kampanii wrześniowej 1939 roku walczył jako dowódca plutonu w 3 szwadronie marszowym 1 pułku szwoleżerów Józefa Piłsudskiego. Po kapitulacji przedarł się w rodzinne strony, gdzie ukrywał się w leśniczówce w Sopotni Małej. 1 kwietnia 1940 wyruszył na nartach na Węgry, chcąc przedostać się do Francji. Po dotarciu do Budapesztu, udał się przez Split do Syrii, gdzie wstąpił w szeregi Dywizjonu Strzelców Karpackich. Uczestniczył w bitwie o Tobruk, bitwie o Monte Cassino, walkach o Ankonę, Bolonię i Pesaro. Kampanię włoską zakończył w stopniu majora. Za okres ten otrzymał Krzyż Srebrny Orderu Virtuti Militari, Military Cross i dwukrotnie Krzyż Walecznych. Pozostał w pułku do jego rozformowania w 1948.
Pracował w Szkocji jako zarządca farmy kończąc jednocześnie studia leśnicze. W 1951 wyjechał do Rodezji i podjął pracę na farmie. Wkrótce ożenił się z córką konsula RP w Rodezji Ewą Zientkiewicz i nabył własną farmę w pobliżu Umtali. Pełnił funkcję prezesa lokalnej polonii i oficera Obrony Cywilnej w trakcie wojny domowej w Rodezji. Przeżył tragedię związaną ze śmiercią syna w 1973 r. oraz utratę farmy skonfiskowaną przez władze wraz z przejęciem rządów przez czarną większość w 1979 r. Straciwszy majątek przeniósł się na południe, gdzie podjął pracę przy zakładaniu winnic. W tym czasie zmarła jego żona. W 1988 r. wyjechał do Sacramento i ożenił się z Marylą Drucką-Lubecką. Zajął się hodowlą koni.
Uczestniczy w licznych imprezach w Polsce. Jest inicjatorem powstania tablicy poświęconej pamięci Pułku Ułanów Karpackich w Świątyni Opatrzności Bożej w Warszawie. Jego zapiski znajdują się w archiwum Hoover Institution i żywieckim oddziale archiwum państwowego.
22 marca 2018 prezydent RP Andrzej Duda, na wniosek ministra obrony narodowej, mianował go na stopień generała brygady.

## Ordery i odznaczenia
- Krzyż Komandorski Orderu Odrodzenia Polski (2011)[1]
- Krzyż Srebrny Orderu Virtuti Militari
- Krzyż Walecznych – dwukrotnie
- Military Cross
- Africa Star[1]
- Italy Star[1]
- War Medal 1939–1945[1]
- Defence Medal[1]
- Krzyż Pamiątkowy Monte Cassino[6]

## Publikacje
- Ułani Karpaccy: zarys historii pułku, red. Jan Bielatowicz, Londyn: Związek Ułanów Karpackich, 1966 (komitet redakcyjny)[14]
- Pułk Ułanów Karpackich, Pruszków: „Ajaks”: przy współpr. Fundacji na Rzecz Tradycji Jazdy Polskiej w Grudziądzu, 1993 (razem ze Stanisławem Radomyskim)